# Риверо, Хосе Игнасио
Хосе́ Игна́сио Риве́ро Сега́де (исп. José Ignacio Rivero Segade; род. 10 апреля 1992, Монтевидео) — уругвайский футболист, защитник клуба «Крус Асуль».

## Клубная карьера
Риверо — воспитанник клуба «Сентраль Эспаньол». В 2012 году в матче против «Такуарембо» он дебютировал в уругвайской Сегунде. 19 мая в поединке против «Пласа Колония» Игнасио забил свой первый гол за «Сентраль Эспаньол». По итогам сезона игрок помог клубу выйти в элиту. 2 сентября в матче против «Хувентуд Лас-Пьедрас» он дебютировал в уругвайской Примере. В начале 2015 года Риверо перешёл в аргентинский «Дефенса и Хустисия». 31 марта в матче против «Сан-Мартин Сан-Хуан» он дебютировал в аргентинской Примеры. 18 июля в поединке против «Нуэва Чикаго» Хосе забил свой первый гол за «Дефенса и Хустисия».
В начале 2018 года Риверо на правах аренды перешёл в мексиканскую «Тихуану». 21 января в матче против «Монтеррея» он дебютировал в мексиканской Примере. 3 мая в поединке против «Монтеррея» Хосе забил свой первый гол за «Тихуану». По окончании аренды клуб выкупил трансфер игрока.
Летом 2020 года Риверо на правах аренды перешёл в «Крус Асуль». 26 июля в матче против «Сантос Лагуна» он дебютировал за новую команду. 24 августа в поединке против «Атлетико Сан-Луис» Хосе забил свой первый гол за «Крус Асуль». По окончании аренды клуб выкупил трансфер игрока. В 2021 году Риверо помог клубу выиграть чемпионат. В 2025 году в составе команды Хосе стал обладателем Кубка чемпионов КОНАКАФ.

## Достижения
Клубные
 «Крус Асуль»
- Победитель Лиги MX: Гуардианес 2021
- Обладатель Кубка чемпионов КОНКАКАФ: 2025